# Liste des médaillés aux Jeux olympiques d'été de 1964
Cet article liste les athlètes ayant remporté une médaille aux Jeux olympiques d'été de 1964 à Tokyo au Japon.

## Athlétisme
| Épreuves          | Or                                                                      | Argent                                                                       | Bronze                                                                     |
| ----------------- | ----------------------------------------------------------------------- | ---------------------------------------------------------------------------- | -------------------------------------------------------------------------- |
| Hommes            |                                                                         |                                                                              |                                                                            |
| 100 m             | Bob Hayes (USA)                                                         | Enrique Figuerola (CUB)                                                      | Harry Jerome (CAN)                                                         |
| 200 m             | Henry Carr (USA)                                                        | Paul Drayton (USA)                                                           | Edwin Roberts (TRI)                                                        |
| 400 m             | Michael Larrabee (USA)                                                  | Wendell Mottley (TRI)                                                        | Andrzej Badeński (POL)                                                     |
| 800 m             | Peter Snell (NZL)                                                       | Bill Crothers (CAN)                                                          | Wilson Kiprugut (KEN)                                                      |
| 1 500 m           | Peter Snell (NZL)                                                       | Josef Odložil (TCH)                                                          | John Davies (NZL)                                                          |
| 5 000 m           | Robert Schul (USA)                                                      | Harald Norpoth (EUA)                                                         | William Dellinger (USA)                                                    |
| 10 000 m          | Billy Mills (USA)                                                       | Mohammed Gammoudi (TUN)                                                      | Ron Clarke (AUS)                                                           |
| Marathon          | Abebe Bikila (ETH)                                                      | Basil Heatley (GBR)                                                          | Kōkichi Tsuburaya (JPN)                                                    |
| 110 m haies       | Hayes Jones (USA)                                                       | Blaine Lindgren (USA)                                                        | Anatoliy Mikhailov (URS)                                                   |
| 400 m haies       | Rex Cawley (USA)                                                        | John Cooper (GBR)                                                            | Salvatore Morale (ITA)                                                     |
| 3 000 m steeple   | Gaston Roelants (BEL)                                                   | Maurice Herriott (GBR)                                                       | Ivan Belyayev (URS)                                                        |
| Relais 4 × 100 m  | États-Unis Gerald Ashworth Paul Drayton Bob Hayes Richard Stebbins      | Pologne Marian Dudziak Marian Foik Wiesław Maniak Andrzej Zieliński          | France Jocelyn Delecour Paul Genevay Bernard Laidebeur Claude Piquemal     |
| Relais 4 × 400 m  | États-Unis Ollan Cassell Henry Carr Michael Larrabee Ulis Williams      | Grande-Bretagne Robbie Brightwell John Cooper Timothy Graham Adrian Metcalfe | Trinité-et-Tobago Kent Bernard Wendell Mottley Edwin Roberts Edwin Skinner |
| 20 km marche      | Ken Matthews (GBR)                                                      | Dieter Lindner (EUA)                                                         | Vladimir Golubnichy (URS)                                                  |
| 50 km marche      | Abdon Pamich (ITA)                                                      | Paul Nihill (GBR)                                                            | Ingvar Pettersson (SWE)                                                    |
| Saut en hauteur   | Valeriy Brumel (URS)                                                    | John Thomas (USA)                                                            | John Rambo (USA)                                                           |
| Saut en longueur  | Lynn Davies (GBR)                                                       | Ralph Boston (USA)                                                           | Igor Ter-Ovanessian (URS)                                                  |
| Saut à la perche  | Fred Hansen (USA)                                                       | Wolfgang Reinhardt (EUA)                                                     | Klaus Lehnertz (EUA)                                                       |
| Triple saut       | Józef Szmidt (POL)                                                      | Oleg Fedoseyev (URS)                                                         | Viktor Kravtchenko (URS)                                                   |
| Lancer du poids   | Dallas Long (USA)                                                       | Randy Matson (USA)                                                           | Vilmos Varjú (HUN)                                                         |
| Lancer du disque  | Al Oerter (USA)                                                         | Ludvík Daněk (TCH)                                                           | Dave Weill (USA)                                                           |
| Lancer du marteau | Romuald Klim (URS)                                                      | Gyula Zsivótzky (HUN)                                                        | Uwe Beyer (EUA)                                                            |
| Lancer du javelot | Pauli Nevala (FIN)                                                      | Gergely Kulcsár (HUN)                                                        | Jānis Lūsis (URS)                                                          |
| Décathlon         | Willi Holdorf (EUA)                                                     | Rein Aun (URS)                                                               | Hans-Joachim Walde (EUA)                                                   |
| Femmes            |                                                                         |                                                                              |                                                                            |
| 100 m             | Wyomia Tyus (USA)                                                       | Edith McGuire (USA)                                                          | Ewa Kłobukowska (POL)                                                      |
| 200 m             | Edith McGuire (USA)                                                     | Irena Kirszenstein (POL)                                                     | Marilyn Black (AUS)                                                        |
| 400 m             | Betty Cuthbert (AUS)                                                    | Ann Packer (GBR)                                                             | Judy Amoore (AUS)                                                          |
| 800 m             | Ann Packer (GBR)                                                        | Maryvonne Dupureur (FRA)                                                     | Marise Chamberlain (NZL)                                                   |
| 80 m haies        | Karin Balzer (EUA)                                                      | Teresa Ciepły (POL)                                                          | Pam Kilborn (AUS)                                                          |
| Relais 4 × 100 m  | Pologne Teresa Ciepły Halina Górecka Irena Kirszenstein Ewa Kłobukowska | États-Unis Edith McGuire Wyomia Tyus Marilyn White Willye White              | Grande-Bretagne Daphne Arden Dorothy Hyman Mary Rand Janet Simpson         |
| Saut en hauteur   | Iolanda Balaș (ROU)                                                     | Michele Brown (AUS)                                                          | Taïsiya Chenchyk (URS)                                                     |
| Saut en longueur  | Mary Rand (GBR)                                                         | Irena Kirszenstein (POL)                                                     | Tatyana Shchelkanova (URS)                                                 |
| Lancer du poids   | Tamara Press (URS)                                                      | Renate Garisch (EUA)                                                         | Galina Zybina (URS)                                                        |
| Lancer du disque  | Tamara Press (URS)                                                      | Ingrid Lotz (EUA)                                                            | Lia Manoliu (ROU)                                                          |
| Lancer du javelot | Mihaela Peneș (ROU)                                                     | Márta Rudas (HUN)                                                            | Yelena Gorchakova (URS)                                                    |
| Pentathlon        | Irina Press (URS)                                                       | Mary Rand (GBR)                                                              | Galina Bystrova (URS)                                                      |

## Aviron
| Épreuves            | Or | Argent | Bronze |
| ------------------- | --- | --- | --- |
| Hommes              | | | |
| Skiff               | Vyacheslav Ivanov (URS) | Achim Hill (EUA) | Gottfried Kottmann (SUI) |
| Deux de couple      | Union soviétique Boris Dubrovskiy Oleg Tyurin                                                                                            | États-Unis Seymour Cromwell James Storm | Tchécoslovaquie Vladimír Andrs Pavel Hofmann                                                                                             |
| Deux sans barreur   | Canada George Hungerford Roger Jackson                                                                                                   | Pays-Bas Steven Blaisse Ernst Veenemans | Équipe unifiée d'Allemagne Wolfgang Hottenrott Michael Schwan                                                                            |
| Quatre sans barreur | Danemark John Ørsted Hansen Bjørn Hasløv Kurt Helmudt Erik Petersen                                                                      | Grande-Bretagne William Barry John James John Russell Hugh Wardell-Yerburgh | États-Unis Richard Lyon Theodore Mittet Ted Nash Geoffrey Picard                                                                         |
| Deux avec barreur   | États-Unis Edward Ferry Conn Findlay Kent Mitchell                                                                                       | France Jean-Claude Darouy Georges Morel Jacques Morel | Pays-Bas Jan Just Bos Frederik Hartsuiker Herman Rouwé                                                                                   |
| Quatre avec barreur | Équipe unifiée d'Allemagne Bernhard Britting Egbert Hirschfelder Peter Neusel Jürgen Oelke Joachim Werner                                | Italie Renato Bosatta Franco De Pedrina Giuseppe Galante Giovanni Spinola Emilio Trivini                                                                                         | Pays-Bas Marius Klumperbeek Lex Mullink Bobbie van de Graaff Freek van de Graaff Jan van de Graaff                                       |
| Huit                | États-Unis Joseph Amlong Thomas Amlong Harold Budd Emory Clark Stanley Cwiklinski Hugh Foley William Knecht William Stowe Róbert Zimonyi | Équipe unifiée d'Allemagne Klaus Aeffke Thomas Ahrens Klaus Behrens Klaus Bittner Horst Meyer Jürgen Plagemann Jürgen Schröder Karl-Heinrich von Groddeck Hans-Jürgen Wallbrecht | Tchécoslovaquie Petr Čermák Bohumil Janoušek Miroslav Koníček Jiří Lundák Jan Mrvík Richard Nový Luděk Pojezný Július Toček Josef Věntus |

## Basket-ball
| Épreuves         | Or | Argent | Bronze |
| ---------------- | --- | --- | --- |
| Tournoi masculin | États-Unis Jim Barnes Bill Bradley Larry Brown Joe Caldwell Mel Counts Richard Davies Walt Hazzard Lucious Jackson Pete McCaffrey Jeff Mullins Jerry Shipp George Wilson | Union soviétique Armenak Alachachian Nikolaï Baglei Viacheslav Khrynin Jānis Krūmiņš Yury Korneev Juris Kalniņš Jaak Lipso Levan Moseshvili Valdis Muižnieks Aleksandr Petrov Aleksandr Travin Gennadi Volnov | Brésil Edson Bispo dos Santos Friedrich Braun Carmo de Souza Carlos Domingos Massoni Wlamir Marques Victor Mirshauswka Amaury Pasos Ubiratan Pereira Maciel Antônio Salvador Sucar Jatyr Eduardo Schall José Edvar Simões Sérgio de Toledo Machado |

## Boxe
| Épreuves                            | Or                         | Argent                    | Bronze                       |
| ----------------------------------- | -------------------------- | ------------------------- | ---------------------------- |
| Hommes                              |                            |                           |                              |
| Poids mouches Moins de 51 kg        | Fernando Atzori (ITA)      | Artur Olech (POL)         | Robert John Carmody (USA)    |
| Poids mouches Moins de 51 kg        | Fernando Atzori (ITA)      | Artur Olech (POL)         | Stanislav Sorokin (URS)      |
| Poids coqs Moins de 54 kg           | Takao Sakurai (JPN)        | Chung Shin-Cho (KOR)      | Juan Fabila Mendoza (MEX)    |
| Poids coqs Moins de 54 kg           | Takao Sakurai (JPN)        | Chung Shin-Cho (KOR)      | Washington Rodríguez (URU)   |
| Poids plumes Moins de 57 kg         | Stanislav Stepashkin (URS) | Anthony Villanueva (PHI)  | Charles Brown (USA)          |
| Poids plumes Moins de 57 kg         | Stanislav Stepashkin (URS) | Anthony Villanueva (PHI)  | Heinz Schulz (EUA)           |
| Poids légers Moins de 60 kg         | Józef Grudzień (POL)       | Velikton Barannikov (URS) | Ronald Allen Harris (USA)    |
| Poids légers Moins de 60 kg         | Józef Grudzień (POL)       | Velikton Barannikov (URS) | Jim McCourt (IRL)            |
| Poids super-légers Moins de 63,5 kg | Jerzy Kulej (POL)          | Yevgeniy Frolov (URS)     | Eddie Blay (USA)             |
| Poids super-légers Moins de 63,5 kg | Jerzy Kulej (POL)          | Yevgeniy Frolov (URS)     | Habib Galhia (TUN)           |
| Poids welters Moins de 67 kg        | Marian Kasprzyk (POL)      | Richardas Tamulis (URS)   | Silvano Bertini (ITA)        |
| Poids welters Moins de 67 kg        | Marian Kasprzyk (POL)      | Richardas Tamulis (URS)   | Pertti Purhonen (FIN)        |
| Poids super-welters Moins de 71 kg  | Boris Lagutin (URS)        | Joseph Gonzales (FRA)     | Józef Grzesiak (POL)         |
| Poids super-welters Moins de 71 kg  | Boris Lagutin (URS)        | Joseph Gonzales (FRA)     | Nojim Maiyegun (NGR)         |
| Poids moyens Moins de 75 kg         | Valeriy Popenchenko (URS)  | Emil Schulz (EUA)         | Franco Valle (ITA)           |
| Poids moyens Moins de 75 kg         | Valeriy Popenchenko (URS)  | Emil Schulz (EUA)         | Tadeusz Walasek (POL)        |
| Poids mi-lourds Moins de 81 kg      | Cosimo Pinto (ITA)         | Aleksey Kisselyov (URS)   | Aleksandr Nikolov (BUL)      |
| Poids mi-lourds Moins de 81 kg      | Cosimo Pinto (ITA)         | Aleksey Kisselyov (URS)   | Zbigniew Pietrzykowski (POL) |
| Poids lourds Plus de 81 kg          | Joe Frazier (USA)          | Hans Huber (EUA)          | Giuseppe Ros (ITA)           |
| Poids lourds Plus de 81 kg          | Joe Frazier (USA)          | Hans Huber (EUA)          | Vadim Yemelyanov (URS)       |

## Cyclisme

### Piste
| Épreuves              | Or                                                                                    | Argent                                                             | Bronze                                                          |
| --------------------- | ------------------------------------------------------------------------------------- | ------------------------------------------------------------------ | --------------------------------------------------------------- |
| Hommes                |                                                                                       |                                                                    |                                                                 |
| Kilomètre             | Patrick Sercu (BEL)                                                                   | Giovanni Pettenella (ITA)                                          | Pierre Trentin (FRA)                                            |
| Vitesse individuelle  | Giovanni Pettenella (ITA)                                                             | Sergio Bianchetto (ITA)                                            | Daniel Morelon (FRA)                                            |
| Tandem                | Italie Sergio Bianchetto Angelo Damiano                                               | Union soviétique Imants Bodnieks Viktor Logounov                   | Équipe unifiée d'Allemagne Willi Fuggerer Klaus Kobusch         |
| Poursuite par équipes | Équipe unifiée d'Allemagne Lothar Claesges Karl-Heinz Henrichs Karl Link Ernst Streng | Italie Cencio Mantovani Carlo Rancati Luigi Roncaglia Franco Testa | Pays-Bas Henk Cornelisse Gerard Koel Jaap Oudkerk Cor Schuuring |

### Route
| Épreuves                     | Or                                                           | Argent                                                                    | Bronze                                                              |
| ---------------------------- | ------------------------------------------------------------ | ------------------------------------------------------------------------- | ------------------------------------------------------------------- |
| Hommes                       |                                                              |                                                                           |                                                                     |
| Course en ligne              | Mario Zanin (ITA)                                            | Kjell Rodian (DEN)                                                        | Walter Godefroot (BEL)                                              |
| Contre-la-montre par équipes | Pays-Bas Evert Dolman Gerben Karstens Jan Pieterse Bart Zoet | Italie Severino Andreoli Luciano Dalla Bona Pietro Guerra Ferruccio Manza | Suède Sven Hamrin Erik Pettersson Gösta Pettersson Sture Pettersson |

## Équitation
| Épreuves                     | Or | Argent | Bronze |
| ---------------------------- | --- | --- | --- |
| Concours complet individuel  | Mauro Checcoli (ITA) sur Surbean                                                                                     | Carlos Moratorio (ARG) sur Chalán                                                                             | Fritz Ligges (EUA) sur Donkosak                                                                           |
| Concours complet par équipes | Italie Paolo Angioni sur King Mauro Checcoli sur Surbean Giuseppe Ravano sur Royal Love                              | États-Unis Kevin Freeman sur Gallopade Michael Page sur The Grasshopper John Michael Plumb sur Bold Minstrel  | Équipe unifiée d'Allemagne Horst Karsten sur Condora Fritz Ligges sur Donkosak Gerhard Schulz sur Balza X |
| Dressage individuel          | Henri Chammartin (SUI) sur Wörmann                                                                                   | Harry Boldt (EUA) sur Remus                                                                                   | Sergueï Filatov (URS) sur Absent                                                                          |
| Dressage par équipes         | Équipe unifiée d'Allemagne Harry Boldt sur Remus Reiner Klimke sur Dux Josef Neckermann sur Antoinette               | Suisse Henri Chammartin sur Wörmann Gustav Fischer sur Wald Marianne Gossweiler sur Stephan                   | Union soviétique Sergueï Filatov sur Absent Ivan Kalita sur Moar Ivan Kizimov sur Ikhor                   |
| Saut d'obstacles individuel  | Pierre Jonquères d'Oriola (FRA) sur Lutteur B                                                                        | Hermann Schridde (EUA) sur Dozen II                                                                           | Peter Robeson (GBR) sur Firecrest                                                                         |
| Saut d'obstacles par équipes | Équipe unifiée d'Allemagne Kurt Jarasinski sur Torro Hermann Schridde sur Dozen II Hans Günter Winkler sur Fidelitas | France Pierre Jonquères d'Oriola sur Lutteur B Guy Lefrant sur Monsieur de Littry Janou Lefèbvre sur Kenavo D | Italie Graziano Mancinelli sur Rockette Piero D'Inzeo sur Sun Beam Raimondo D'Inzeo sur Posillipo         |

## Escrime
| Épreuves            | Or                                                                                            | Argent | Bronze                                                                                      |
| ------------------- | --------------------------------------------------------------------------------------------- | --- | ------------------------------------------------------------------------------------------- |
| Hommes              |                                                                                               | |                                                                                             |
| Épée individuelle   | Hryhoriy Kriss (URS)                                                                          | Bill Hoskyns (GBR) | Guram Kostava (URS)                                                                         |
| Épée par équipes    | Hongrie Árpád Bárány Tamás Gábos István Kausz Győző Kulcsár Zoltán Nemere                     | Italie Giovanni Battista Breda Giuseppe Delfino Gianfranco Paolucci Alberto Pellegrino Gianluigi Saccaro                 | France Claude Bourquard Claude Brodin Jacques Brodin Yves Dreyfus Jacques Guittet           |
| Fleuret individuel  | Egon Franke (POL)                                                                             | Jean-Claude Magnan (FRA)                                                                                                 | Daniel Revenu (FRA)                                                                         |
| Fleuret par équipes | Union soviétique Mark Midler Yuriy Sharov Yuriy Sisikin German Sveshnikov Viktor Zhdanovich   | Pologne Egon Franke Ryszard Parulski Janusz Różycki Zbigniew Skrudlik Witold Woyda                                       | France Jacky Courtillat Jean-Claude Magnan Christian Noël Daniel Revenu Pierre Rodocanachi  |
| Sabre individuel    | Tibor Pézsa (HUN)                                                                             | Claude Arabo (FRA) | Umyar Mavlikhanov (URS)                                                                     |
| Sabre par équipes   | Union soviétique Nougzar Assatiani Umyar Mavlikhanov Boris Melnikov Mark Rakita Yakov Rylskiy | Italie Giampaolo Calanchini Wladimiro Calarese Pierluigi Chicca Mario Ravagnan Cesare Salvadori                          | Pologne Emil Ochyra Jerzy Pawłowski Andrzej Piątkowski Wojciech Zabłocki Ryszard Zub        |
| Femmes              |                                                                                               | |                                                                                             |
| Fleuret individuel  | Ildikó Ujlaki-Rejto (HUN)                                                                     | Helga Mees (EUA) | Antonella Ragno-Lonzi (ITA)                                                                 |
| Fleuret par équipes | Hongrie Judit Ágoston Lídia Dömölky Paula Marosi Katalin Juhász Ildikó Ujlaki-Rejto           | Union soviétique Lioudmila Chichova Galina Gorokhova Tatyana Petrenko-Samusenko Valentina Prudskova Valentina Rastvorova | Équipe unifiée d'Allemagne Helga Mees Rosemarie Scherberger Heidi Schmid Gudrun Theuerkauff |

## Football
| Épreuves         | Or | Argent | Bronze |
| ---------------- | --- | --- | --- |
| Tournoi masculin | Hongrie Ferenc Bene Tibor Csernai János Farkas József Gelei Kálmán Ihász Sándor Katona Imre Komora Ferenc Nógrádi Dezső Novák Árpád Orbán Károly Palotai Antal Szentmihályi Gusztáv Szepesi Zoltán Varga | Tchécoslovaquie Jan Brumovský Ľudovít Cvetler Ján Geleta František Knebort Karel Knesl Karel Lichtnégl Vojtech Masný Štefan Matlák Ivan Mráz Karel Nepomucký Zdeněk Pičman František Schmucker Anton Švajlen Anton Urban František Valošek Josef Vojta Vladimír Weiss | Équipe unifiée d'Allemagne Gerd Backhaus Wolfgang Barthels Bernd Bauchspieß Gerhard Körner Otto Fräßdorf Henning Frenzel Dieter Engelhardt Herbert Pankau Manfred Geisler Jürgen Heinsch Klaus Lisiewicz Jürgen Nöldner Peter Rock Klaus-Dieter Seehaus Hermann Stöcker Werner Unger Klaus Urbanczyk Eberhard Vogel Manfred Walter Horst Weigang |

## Gymnastique
| Épreuves                    | Or | Argent | Bronze                                                                                                   |
| --------------------------- | --- | --- | --- |
| Hommes                      | | | |
| Concours par équipes        | Japon Yukio Endō Takuji Hayata Takashi Mitsukuri Takashi Ono Shuji Tsurumi Haruhiro Yamashita                            | Union soviétique Sergei Diomidov Viktor Leontyev Viktor Lisitsky Boris Shakhlin Yuri Titov Yury Tsapenko                 | Équipe unifiée d'Allemagne Siegfried Fülle Philipp Fürst Erwin Koppe Klaus Köste Günter Lyhs Peter Weber |
| Concours général individuel | Yukio Endō (JPN) | Viktor Lisitsky (URS) Boris Shakhlin (URS)                                                                               | |
| Anneaux                     | Takuji Hayata (JPN) | Franco Menichelli (ITA)                                                                                                  | Boris Shakhlin (URS)                                                                                     |
| Barre fixe                  | Boris Shakhlin (URS) | Yuri Titov (URS) | Miroslav Cerar (YUG)                                                                                     |
| Barres parallèles           | Yukio Endō (JPN) | Shuji Tsurumi (JPN) | Franco Menichelli (ITA)                                                                                  |
| Cheval d'arçon              | Miroslav Cerar (YUG) | Shuji Tsurumi (JPN) | Yury Tsapenko (URS)                                                                                      |
| Saut de cheval              | Haruhiro Yamashita (JPN)                                                                                                 | Viktor Lisitsky (URS) | Hannu Rantakari (FIN)                                                                                    |
| Sol                         | Franco Menichelli (ITA)                                                                                                  | Yukio Endō (JPN) Viktor Lisitsky (URS)                                                                                   | |
| Femmes                      | | | |
| Concours par équipes        | Union soviétique Polina Astakhova Lyudmila Gromova Larissa Latynina Tamara Manina Yelena Volchetskaya Tamara Zamotaylova | Tchécoslovaquie Věra Čáslavská Marianna Krajčírová Jana Posnerová Hana Růžičková Jaroslava Sedláčková Adolfína Tkačíková | Japon Toshiko Aihara Ginko Chiba Keiko Ikeda Taniko Nakamura Kiyoko Ono Hiroko Tsuji                     |
| Concours général individuel | Věra Čáslavská (TCH) | Larissa Latynina (URS)                                                                                                   | Polina Astakhova (URS)                                                                                   |
| Barres asymétriques         | Polina Astakhova (URS)                                                                                                   | Katalin Makray (HUN) | Larissa Latynina (URS)                                                                                   |
| Poutre                      | Věra Čáslavská (TCH) | Tamara Manina (URS) | Larissa Latynina (URS)                                                                                   |
| Saut de cheval              | Věra Čáslavská (TCH) | Larissa Latynina (URS) Birgit Radochla (EUA)                                                                             | |
| Sol                         | Larissa Latynina (URS)                                                                                                   | Polina Astakhova (URS)                                                                                                   | Anikó Ducza (HUN)                                                                                        |

## Haltérophilie
| Épreuves         | Or                         | Argent                  | Bronze                   |
| ---------------- | -------------------------- | ----------------------- | ------------------------ |
| Hommes           |                            |                         |                          |
| Moins de 56 kg   | Aleksey Vakhonin (URS)     | Imre Földi (HUN)        | Shiro Ishinoseki (JPN)   |
| Moins de 60 kg   | Yoshinobu Miyake (JPN)     | Isaac Berger (USA)      | Mieczysław Nowak (POL)   |
| Moins de 67,5 kg | Waldemar Baszanowski (POL) | Vladimir Kaplunov (URS) | Marian Zieliński (POL)   |
| Moins de 75 kg   | Hans Zdražila (TCH)        | Viktor Kurentsov (URS)  | Masashi Ohuchi (JPN)     |
| Moins de 82,5 kg | Rudolf Plyukfelder (URS)   | Géza Tóth (HUN)         | Győző Veres (HUN)        |
| Moins de 90 kg   | Vladimir Golovanov (URS)   | Louis Martin (GBR)      | Ireneusz Paliński (POL)  |
| Plus de 90 kg    | Leonid Zhabotinsky (URS)   | Yury Vlasov (URS)       | Norbert Schemansky (USA) |

## Hockey sur gazon
| Épreuves         | Or | Argent | Bronze |
| ---------------- | --- | --- | --- |
| Tournoi masculin | Inde Haripal Kaushik Mohinder Lal Shankar Lakshman Bandu Patil John Peter Ali Sayed Charanjit Singh Darshan Singh Dharam Singh Gurbux Singh Harbinder Singh Jagjit Singh Joginder Singh Prithipal Singh Udham Singh | Pakistan Saeed Anwar Manzoor Hussain Atif Munir Dar Abdul Hamid Mahmood Khalid Anwar Khan Nawaz Khizar Azam Khurshid Muhammad Asad Malik Muhammad Manna Motiullah Tariq Niazi Muhammad Rashid Aziz Tariq Hayat Zafar Uddin Zaka | Australie Mervyn Crossman Paul Dearing Raymond Evans Brian Glencross Robin Hodder John McBryde Donald McWatters Patrick Nilan Eric Pearce Julian Pearce Desmond Piper Donald Smart Anthony Waters Graham Wood |

## Judo
| Épreuves          | Or                      | Argent                 | Bronze                     |
| ----------------- | ----------------------- | ---------------------- | -------------------------- |
| Hommes            |                         |                        |                            |
| Moins de 68 kg    | Takehide Nakatani (JPN) | Eric Hänni (SUI)       | Ārons Bogoļubovs (URS)     |
| Moins de 68 kg    | Takehide Nakatani (JPN) | Eric Hänni (SUI)       | Oleg Stepanov (URS)        |
| Moins de 80 kg    | Isao Okano (JPN)        | Wolfgang Hofmann (EUA) | James Bregman (USA)        |
| Moins de 80 kg    | Isao Okano (JPN)        | Wolfgang Hofmann (EUA) | Kim Eui-tae (KOR)          |
| Plus de 80 kg     | Isao Inokuma (JPN)      | Doug Rogers (CAN)      | Parnaoz Chikviladze (URS)  |
| Plus de 80 kg     | Isao Inokuma (JPN)      | Doug Rogers (CAN)      | Anzor Kiknadze (URS)       |
| Toutes catégories | Anton Geesink (NED)     | Akio Kaminaga (JPN)    | Theodore Boronovskis (AUS) |
| Toutes catégories | Anton Geesink (NED)     | Akio Kaminaga (JPN)    | Klaus Glahn (EUA)          |

## Lutte

### Gréco-romaine
| Épreuves       | Or                        | Argent                    | Bronze                     |
| -------------- | ------------------------- | ------------------------- | -------------------------- |
| Hommes         |                           |                           |                            |
| Moins de 52 kg | Tsutomu Hanahara (JPN)    | Angel Kerezov (BUL)       | Dumitru Pârvulescu (ROU)   |
| Moins de 57 kg | Masamitsu Ichiguchi (JPN) | Vladlen Trostyansky (URS) | Ion Cernea (ROU)           |
| Moins de 63 kg | Imre Polyák (HUN)         | Roman Rurua (URS)         | Branislav Martinović (YUG) |
| Moins de 70 kg | Kazim Ayvaz (TUR)         | Valeriu Bularca (ROU)     | Davit Gvantseladze (URS)   |
| Moins de 78 kg | Anatoliy Kolesov (URS)    | Kiril Petkov (BUL)        | Bertil Nyström (SWE)       |
| Moins de 87 kg | Branislav Simić (YUG)     | Jirí Kormaník (TCH)       | Lothar Metz (EUA)          |
| Moins de 97 kg | Boyan Radev (BUL)         | Pelle Svensson (SWE)      | Heinz Kiehl (EUA)          |
| Plus de 97 kg  | István Kozma (HUN)        | Anatoly Roshchin (URS)    | Wilfried Dietrich (EUA)    |

### Libre
| Épreuves       | Or                        | Argent                 | Bronze                        |
| -------------- | ------------------------- | ---------------------- | ----------------------------- |
| Hommes         |                           |                        |                               |
| Moins de 52 kg | Yoshikatsu Yoshida (JPN)  | Chang Chang-sun (KOR)  | Said Ali Akbar Heidari (IRI)  |
| Moins de 57 kg | Yojiro Uetake (JPN)       | Hüseyin Akbaş (TUR)    | Aydyn Ibragimov (URS)         |
| Moins de 63 kg | Osamu Watanabe (JPN)      | Stancho Ivanov (BUL)   | Nodar Khokhashvili (URS)      |
| Moins de 70 kg | Enyu Valchev (BUL)        | Klaus Rost (EUA)       | Iwao Horiuchi (JPN)           |
| Moins de 78 kg | İsmail Ogan (TUR)         | Guliko Sagaradze (URS) | Mohammad Ali Sanatkaran (IRI) |
| Moins de 87 kg | Prodan Gardzhev (BUL)     | Hasan Güngör (TUR)     | Daniel Brand (USA)            |
| Moins de 97 kg | Aleksandr Medved (URS)    | Ahmet Ayik (TUR)       | Said Mustafov (BUL)           |
| Plus de 97 kg  | Aleksandr Ivanitsky (URS) | Lyutvi Ahmedov (BUL)   | Hamit Kaplan (TUR)            |

## Natation
| Épreuves                    | Or                                                                   | Argent                                                                                          | Bronze                                                                                  |
| --------------------------- | -------------------------------------------------------------------- | ----------------------------------------------------------------------------------------------- | --------------------------------------------------------------------------------------- |
| Hommes                      |                                                                      |                                                                                                 |                                                                                         |
| 100 m nage libre            | Don Schollander (USA)                                                | Robert McGregor (GBR)                                                                           | Hans-Joachim Klein (EUA)                                                                |
| 400 m nage libre            | Don Schollander (USA)                                                | Frank Wiegand (EUA)                                                                             | Allan Wood (AUS)                                                                        |
| 1 500 m nage libre          | Bob Windle (AUS)                                                     | John Nelson (USA)                                                                               | Allan Wood (AUS)                                                                        |
| 200 m brasse                | Ian O'Brien (AUS)                                                    | Georgiy Prokopenko (URS)                                                                        | Chester Jastremski (USA)                                                                |
| 200 m dos                   | Jed Graef (USA)                                                      | Gary Dilley (USA)                                                                               | Robert Bennett (USA)                                                                    |
| 200 m papillon              | Kevin Berry (AUS)                                                    | Carl Robie (USA)                                                                                | Fred Schmidt (USA)                                                                      |
| 400 m 4 nages               | Dick Roth (USA)                                                      | Roy Saari (USA)                                                                                 | Gerhard Hetz (EUA)                                                                      |
| Relais 4 × 100 m nage libre | États-Unis Michael Austin Stephen Clark Gary Ilman Don Schollander   | Équipe unifiée d'Allemagne Uwe Jacobsen Hans-Joachim Klein Horst Löffler Frank Wiegand          | Australie David Dickson Peter Doak John Ryan Bob Windle                                 |
| Relais 4 × 200 m nage libre | États-Unis Stephen Clark Gary Ilman Roy Saari Don Schollander        | Équipe unifiée d'Allemagne Horst-Günther Gregor Gerhard Hetz Hans-Joachim Klein Frank Wiegand   | Japon Makoto Fukui Kunihiro Iwasaki Yukiaki Okabe Toshio Shoji                          |
| Relais 4 × 100 m 4 nages    | États-Unis Stephen Clark William Craig Thompson Mann Fred Schmidt    | Équipe unifiée d'Allemagne Horst-Günther Gregor Egon Henninger Hans-Joachim Klein Ernst Küppers | Australie Kevin Berry David Dickson Ian O'Brien Peter Reynolds                          |
| Femmes                      |                                                                      |                                                                                                 |                                                                                         |
| 100 m nage libre            | Dawn Fraser (AUS)                                                    | Sharon Stouder (USA)                                                                            | Kathy Ellis (USA)                                                                       |
| 400 m nage libre            | Virginia Duenkel (USA)                                               | Marilyn Ramenofsky (USA)                                                                        | Terri Stickles (USA)                                                                    |
| 200 m brasse                | Galina Prozoumenchtchikova (URS)                                     | Claudia Kolb (USA)                                                                              | Svetlana Babanina (URS)                                                                 |
| 100 m dos                   | Cathy Ferguson (USA)                                                 | Christine Caron (FRA)                                                                           | Virginia Duenkel (USA)                                                                  |
| 100 m papillon              | Sharon Stouder (USA)                                                 | Ada Kok (NED)                                                                                   | Kathy Ellis (USA)                                                                       |
| 400 m 4 nages               | Donna De Varona (USA)                                                | Sharon Finneran (USA)                                                                           | Martha Randall (USA)                                                                    |
| Relais 4 × 100 m nage libre | États-Unis Donna De Varona Kathy Ellis Sharon Stouder Lillian Watson | Australie Lynette Bell Dawn Fraser Janice Murphy Robyn Thorn                                    | Pays-Bas Toos Beumer Erica Terpstra Pauline van der Wildt Winnie van Weerdenburg        |
| Relais 4 × 100 m 4 nages    | États-Unis Kathy Ellis Cathy Ferguson Cynthia Goyette Sharon Stouder | Pays-Bas Klenie Bimolt Ada Kok Erica Terpstra Corrie Winkel                                     | Union soviétique Svetlana Babanina Tatyana Devyatova Tatyana Savelyeva Natalya Ustinova |

## Pentathlon moderne
| Épreuves    | Or                                                         | Argent                                            | Bronze                                    |
| ----------- | ---------------------------------------------------------- | ------------------------------------------------- | ----------------------------------------- |
| Hommes      |                                                            |                                                   |                                           |
| Individuel  | Ferenc Török (HUN)                                         | Igor Novikov (URS)                                | Albert Mokeev (URS)                       |
| Par équipes | Union soviétique Viktor Mineyev Albert Mokeev Igor Novikov | États-Unis David Kirkwood James Moore Paul Pesthy | Hongrie Imre Nagy Ferenc Török Ottó Török |

## Plongeon
| Épreuves        | Or                       | Argent               | Bronze                  |
| --------------- | ------------------------ | -------------------- | ----------------------- |
| Hommes          |                          |                      |                         |
| Tremplin à 3 m  | Kenneth Sitzberger (USA) | Frank Gorman (USA)   | Larry Andreasen (USA)   |
| Haut-vol à 10 m | Robert Webster (USA)     | Klaus Dibiasi (ITA)  | Thomas Gompf (USA)      |
| Femmes          |                          |                      |                         |
| Tremplin à 3 m  | Ingrid Krämer (EUA)      | Jeanne Collier (USA) | Patsy Willard (USA)     |
| Haut-vol à 10 m | Lesley Bush (USA)        | Ingrid Krämer (EUA)  | Galina Alekseïeva (URS) |

## Tir
| Épreuves                     | Or                     | Argent                   | Bronze                    |
| ---------------------------- | ---------------------- | ------------------------ | ------------------------- |
| Mixte                        |                        |                          |                           |
| Carabine à 50 m 3 positions  | Lones Wigger (USA)     | Velitchko Hristov (BUL)  | László Hammerl (HUN)      |
| Carabine à 50 m tir couché   | László Hammerl (HUN)   | Lones Wigger (USA)       | Tommy Pool (USA)          |
| Carabine à 300 m 3 positions | Gary Anderson (USA)    | Shota Kveliashvili (URS) | Martin Gunnarsson (USA)   |
| Fosse olympique              | Ennio Mattarelli (ITA) | Pavel Senichev (URS)     | William Morris (USA)      |
| Pistolet à 25 m tir rapide   | Pentti Linnosvuo (FIN) | Ion Tripșa (ROU)         | Lubomír Nácovský (TCH)    |
| Pistolet à 50 m              | Väinö Markkanen (FIN)  | Franklin Green (USA)     | Yoshihisa Yoshikawa (JPN) |

## Voile
| Épreuves        | Or                                                      | Argent                                                                | Bronze                                                       |
| --------------- | ------------------------------------------------------- | --------------------------------------------------------------------- | ------------------------------------------------------------ |
| Hommes          |                                                         |                                                                       |                                                              |
| Classe 5,5m JI  | Australie William Northam Peter O'Donnell Dick Sargeant | Suède Arne Karlsson Sture Stork Lars Thörn                            | États-Unis Joseph Batchelder John J. McNamara Francis Scully |
| Dragon          | Danemark Ole Berntsen Ole Poulsen Christian von Bülow   | Équipe unifiée d'Allemagne Peter Ahrendt Wilfried Lorenz Ulrich Mense | États-Unis Richard Deaver Lowell North Charles Rogers        |
| Finn            | Wilhelm Kuhweide (EUA)                                  | Peter Barrett (USA)                                                   | Henning Wind (DEN)                                           |
| Flying Dutchman | Nouvelle-Zélande Helmer Pedersen Earle Wells            | Grande-Bretagne Tony Morgan Keith Musto                               | États-Unis William Bentsen Harry Melges                      |
| Star            | Bahamas Cecil Cooke Durward Knowles                     | États-Unis Richard Stearns Lynn Williams                              | Suède Pelle Petterson Holger Sundström                       |

## Volley-ball
| Épreuves         | Or | Argent | Bronze |
| ---------------- | --- | --- | --- |
| Tournoi masculin | Union soviétique Ivan Bougaïenkov Nikolaï Bourobin Valeri Kalachikhin Vaja Katcharava Vitali Kovalenko Stanislav Liougailo Georgi Mondzolevski Iouri Poïarkov Edouard Sibirïakov Iouri Tchesnokov Iouri Vengerovski Dmitri Voskoboïnikov | Tchécoslovaquie Milan Čuda Bohumil Golián Zdeněk Humhal Petr Kop Josef Labuda Josef Musil Karel Paulus Boris Perušič Pavel Schenk Václav Šmídl Josef Šorm Ladislav Toman                                                                 | Japon Yutaka Demachi Tokihiko Higuchi Naohiro Ikeda Toshiaki Kosedo Tsutomu Koyama Masayuki Minami Teruhisa Moriyama Yūzō Nakamura Katsutoshi Nekoda Yasutaka Sato Sadatoshi Sugawara Takeshi Tokutomi                         |
| Tournoi féminin  | Japon Yuko Fujimoto Yuriko Handa Sata Isobe Masae Kasai Masako Kondo Katsumi Matsumura Yoshiko Matsumura Emiko Miyamoto Setsuko Sasaki Ayano Shibuki Yoko Shinozaki Kinuko Tanida                                                        | Union soviétique Nelli Abramova Lioudmila Bouldakova Astra Biltauere Lyudmila Gureyeva Valentina Kameniok-Vinogradova Marita Katoucheva Ninel Loukanina Valentina Michak Tatyana Roshchina Antonina Ryzhova Tamara Tikhonina Inna Ryskal | Pologne Hanna Krystyna Busz Krystyna Czajkowska Maria Golimowska Barbara Hermela-Niemczyk Krystyna Jakubowska Danuta Kordaczuk Krystyna Krupa Jadwiga Książek Józefa Ledwig Jadwiga Rutkowska Maria Śliwka Zofia Szczęśniewska |

## Water-polo
| Épreuves         | Or | Argent | Bronze |
| ---------------- | --- | --- | --- |
| Tournoi masculin | Hongrie Miklós Ambrus András Bodnár Ottó Boros Zoltán Dömötör László Felkai Dezső Gyarmati Tivadar Kanizsa György Kárpáti János Konrád Mihály Mayer Dénes Pócsik Péter Rusorán | Yougoslavie Ozren Bonačić Zoran Janković Milan Muškatirović Antun Nardeli Franjo Nonković Vinko Rosić Mirko Sandić Zlatko Šimenc Božidar Stanišić Karlo Stipanić Ivo Trumbić | Union soviétique Viktor Ageyev Zenon Bortkevich Edouard Egorov Igor Grabovski Boris Grishin Nikolaï Kalachnikov Nikolaï Kouznetsov Vladimir Kouznetsov Leonid Osipov Boris Popov Vladimir Semionov |

## Athlètes les plus médaillés
| Athlète            | Pays                       | Sport       | Médaille d'or, Jeux olympiques | Médaille d'argent, Jeux olympiques | Médaille de bronze, Jeux olympiques | Total |
| Don Schollander    | États-Unis                 | Natation    | 4                              | 0                                  | 0                                   | 4     |
| Věra Čáslavská     | Tchécoslovaquie            | Gymnastique | 3                              | 1                                  | 0                                   | 4     |
| Yukio Endō         | Japon                      | Gymnastique | 3                              | 1                                  | 0                                   | 4     |
| Sharon Stouder     | États-Unis                 | Gymnastique | 3                              | 1                                  | 0                                   | 4     |
| Stephen Clark      | États-Unis                 | Natation    | 3                              | 0                                  | 0                                   | 3     |
| Larissa Latynina   | Union soviétique           | Gymnastique | 2                              | 2                                  | 2                                   | 6     |
| Polina Astakhova   | Union soviétique           | Gymnastique | 2                              | 1                                  | 1                                   | 4     |
| Kathy Ellis        | États-Unis                 | Natation    | 2                              | 0                                  | 2                                   | 4     |
| Boris Shakhlin     | Union soviétique           | Gymnastique | 1                              | 2                                  | 1                                   | 4     |
| Irena Kirszenstein | Pologne                    | Athlétisme  | 1                              | 2                                  | 0                                   | 3     |
| Edith McGuire      | États-Unis                 | Athlétisme  | 1                              | 2                                  | 0                                   | 3     |
| Franco Menichelli  | Italie                     | Gymnastique | 1                              | 1                                  | 1                                   | 3     |
| Viktor Lisitsky    | Union soviétique           | Gymnastique | 0                              | 4                                  | 0                                   | 4     |
| Hans-Joachim Klein | Équipe unifiée d'Allemagne | Natation    | 0                              | 3                                  | 1                                   | 4     |